# U-23-Fußball-Ozeanienmeisterschaft 2019
Die U-23-Fußball-Ozeanienmeisterschaft 2019 (offiziell: OFC Men’s Olympic Qualifier 2019) wurde vom 21. September bis 5. Oktober 2019 in Suva als auch Lautoka auf Fidschi ausgetragen. Sie diente alleine für die Qualifikation für das Turnier bei den Olympischen Sommerspielen 2020. Als Sieger ging die Mannschaft von Neuseeland hervor.

## Teilnehmer
Ohne vorherige Qualifikationsrunde waren alle U-23-Mannschaften von Mitgliedsverbänden der OFC teilnahmeberechtigt. Nicht unter dem Feld der Teilnehmer waren dabei die Mannschaften der Cookinseln sowie Neukaledonien und Tahiti, wobei letztere beide nicht Mitglied des Internationalen Olympischen Komitees sind und somit sowieso nicht teilnehmen dürfen.

## Spielorte
| Suva                 | Lautoka           |
| -------------------- | ----------------- |
| ANZ National Stadium | Churchill Park    |
| Kapazität: 15.000    | Kapazität: 10.000 |
|                      |                   |

## Gruppenphase

### Gruppe A
| Pl. | Land               | Sp. | S | U | N | Tore    | Diff. | Punkte |
| --- | ------------------ | --- | - | - | - | ------- | ----- | ------ |
| 1.  | Neuseeland         | 3   | 3 | 0 | 0 | 022:300 | +19   | 09     |
| 2.  | Salomonen          | 3   | 2 | 0 | 1 | 013:400 | +9    | 06     |
| 3.  | Samoa              | 3   | 1 | 0 | 2 | 006:110 | −5    | 03     |
| 4.  | Amerikanisch-Samoa | 3   | 0 | 0 | 3 | 000:230 | −23   | 0      |

Quelle

### Gruppe B
| Pl. | Land            | Sp. | S | U | N | Tore    | Diff. | Punkte |
| --- | --------------- | --- | - | - | - | ------- | ----- | ------ |
| 1.  | Vanuatu         | 3   | 3 | 0 | 0 | 012:100 | +11   | 09     |
| 2.  | Fidschi         | 3   | 2 | 0 | 1 | 007:300 | +4    | 06     |
| 3.  | Papua-Neuguinea | 3   | 1 | 0 | 2 | 008:700 | +1    | 03     |
| 4.  | Tonga           | 3   | 0 | 0 | 3 | 002:180 | −16   | 0      |

Quelle

## K.o.-Phase
|  | Halbfinale           | Halbfinale           |                      |   | Finale               | Finale               |
|  |                      |                      |                      |   |                      |                      |
|  | Neuseeland           | 6                    |                      |   |                      |                      |
|  | Fidschi              | 1                    |                      |   |                      |                      |
|  | 2. Oktober (Lautoka) |                      |                      |   |                      |                      |
|  |                      |                      | 5. Oktober (Lautoka) |   |                      |                      |
|  | Neuseeland           | 5                    |                      |   |                      |                      |
|  |                      | Salomonen            | 0                    |   |                      |                      |
|  |                      |                      |                      |   |                      |                      |
|  | Spiel um Platz drei  |                      |                      |   |                      |                      |
|  | 2. Oktober (Lautoka) | 2. Oktober (Lautoka) | Fidschi              | 0 |                      |                      |
|  | Vanuatu              | 0                    | Vanuatu              | 1 |                      |                      |
|  | Salomonen            | 1                    |                      |   | 5. Oktober (Lautoka) | 5. Oktober (Lautoka) |